# Huijiang
Huijiang (会江) est un quartier de la ville de Dashi dans la province de Guangdong en Chine. Huijiang se trouve dans l'arrondissement de Panyu dans la préfecture de Guangzhou. Il y a la zone industrielle de Shibei à Huijiang. La prison de Panyu se trouve ici.